# 벤자민 풀로이스

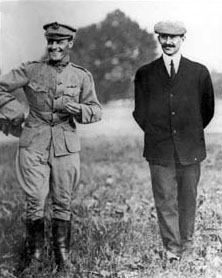
1909년 푸아 중위와 오빌 라이트

벤저민 델러하프 풀로이스(Benjamin Delahauf Foulois, 1879년 12월 9일 ~ 1967년 4월 25일)는 미국 육군 장군으로, 라이트 형제에게서 구입한 최초의 군용 비행기를 조종하는 법을 배웠다. 그는 비행선 조종사로서 최초의 군사 비행사가 되었으며, 수많은 다른 군용 항공 분야에서 "최초"를 달성했다. 그는 미국 공군의 전략적 발전을 주도했다.

## 초기 생애
벤저민 "베니" 델러하프 푸아는 1879년 12월 9일 워싱턴 (코네티컷주)에서 프랑스계 미국인 배관공과 보스턴 출신의 간호사 사이에서 태어났다.

## 초기 군 복무
18세에 그는 형의 출생증명서를 이용해 미국-스페인 전쟁을 지원하기 위해 육군에 입대했지만, 휴전 협정이 체결되기 몇 주 전에 푸에르토리코에 도착했다. 엔지니어로서 그는 만연한 열대병과 싸웠고, 5개월 후 고향으로 송환되어 제대했다. 1899년 6월 17일, 푸아는 자신의 이름으로 정규군 사병으로 다시 입대하여 제19보병연대에 배정되었고, 필리핀의 루손섬, 파나이섬, 세부주에서 복무하며 최종적으로 일등상사 계급을 달성했다. 그는 1901년 7월 9일 소위로 임관했다. 푸아는 1902년에 미국으로 돌아와 제17보병연대로 전속했다. 이 연대는 1903년부터 1905년까지 필리핀에서 복무했으며, 푸아는 마닐라, 코타바토, 민다나오섬에서 라나오호 모로족과의 교전에 참여하여 전투적인 부족 지도자들을 성공적으로 추적하고 물리쳤으며, 연대의 지형학 장교로서 측량 및 지도 제작 탐험에 참여했다.
푸아는 1905년 9월부터 1906년 8월까지 캔자스주 리븐워스 요새의 보병 및 기병 학교에 다녔다. 1907년에는 제임스 저드슨 반 혼 대령의 딸인 엘라 스나이더 반 혼과 결혼했다. 1906-1907년 시그널 학교에 배정되었지만, 1906년 9월 쿠바의 제2차 쿠바 점령 중 원정군 임무를 위해 연대로 소환되었다. 필리핀에서의 측량 경험은 그를 군사 지도 제작을 위해 부대의 최고 공병으로 재배치하게 만들었다. 그는 1908년 4월 30일 시그널 부대의 일등 중위로 임관하여 육군 통신대장(CSO)인 제임스 앨런 준장의 사무실에 배정되었고, 1908년 7월에 시그널 학교를 마쳤다. 그의 최종 논문은 경식 비행선과 공기역학적 비행 기계의 전술적 및 전략적 가치였으며, 이 논문에서 그는 다음과 같은 진술에서 선견지명을 보여주었다.
미래의 모든 전쟁에서 우리는 적대적인 항공 함대 간의 공중전을 볼 수 있을 것이다. 공중 우위를 위한 투쟁은 의심할 여지 없이 대립하는 군대가 위치를 잡기 위해 기동하는 동안 일어날 것이다...

그는 수색정찰에서 말을 비행기로 대체하고, 사진 전송을 포함한 무선 공대지 통신을 예측했다. 그 결과, CSO는 1908년 비행선 및 비행기 인수 시험을 수행하기 위해 지정된 항공 위원회에 푸아를 선정했다. 토머스 스콧 볼드윈 비행선을 시험의 우승자로 선정한 후, 푸아는 최초의 군인 승무원으로 선정되었다. 그는 8월 18일 기술자 겸 조종사로서 첫 비행을 했고, 볼드윈은 후미에서 방향타를 조종했다.

## 1908년~1916년 시그널 부대 항공 임무

### 항공 사단
푸아의 첫 항공 임무는 미국 통신대 항공사단에 복무하며 미국 정부의 첫 경식 비행선을 운용하는 것이었다. 육군이 동시에 구매한 라이트 군용 플라이어가 1908년 9월 17일 최종 시험 비행 중 추락하여 최초의 미군 비행기 사망자 토머스 E. 셀프리지 일등 중위를 발생시켰고, 오빌 라이트도 부상당했다. 1년 후, 푸아는 자신의 경험, 유럽의 군용 경식 비행선에 대한 이해, 그리고 톰 볼드윈과의 대화를 통해 공기보다 가벼운 항공기에는 군사적 미래가 없다고 결론 내렸다. 육군 참모 본부에 이러한 의견을 표명하면서 푸아는 더 이상 경식 비행선을 구매하지 말 것을 권고했는데, 이는 군 당국과의 수많은 불화 중 첫 번째였다.
라이트 형제는 치명적인 추락 이후 10개월 동안 비행기의 공학적 개선을 했다. 1909년 7월까지 오빌은 통신대를 위한 인수 시험을 완료할 준비가 되어 있었다. 1909년 7월 30일, 푸아의 비행기 첫 비행은 마이어 요새에서 알렉산드리아 (버지니아주)까지의 평가 시험 비행이었다. 조종사 오빌 라이트와 항해사 푸아는 이전의 속도, 고도, 횡단 비행 기록을 깨뜨려 시속 42.5마일(68.4km/h), 400피트(120m) 높이에서 10 마일 (16 km)를 비행했다. 육군은 이 라이트 모델 A 군용 플라이어를 구매했고, 이는 "시그널 부대 No. 1"이 되었다. 계약의 최종 조건은 두 명의 조종사를 훈련시키는 것이었다.
푸아와 프랭크 P. 램 중위는 처음에 라이트 형제로부터 직접 지시를 받도록 지정되었지만, CSO는 푸아를 1909년 9월 낭시에서 열린 국제 항공 회의의 대표로 파견했다. 이는 아마도 그가 경식 비행선에 대해 거리낌 없이 비판한 것에 대한 불만의 결과였을 것이다. 그는 10월 23일 메릴랜드 주 칼리지파크 (메릴랜드주)로 돌아왔고, 그곳에서 윌버 라이트는 램과 프레더릭 E. 험프리스 중위를 훈련시키기 시작했다. 험프리스는 1909년 10월 26일 비행기에서 최초의 군용 단독 비행을 했고, 램이 그 뒤를 이었다. 윌버는 계약상 의무는 없었지만 푸아를 태우고 조종을 허락한 다음 험프리스에게 교육을 맡겼다. 푸아는 총 3시간 2분 동안 조종했고, 험프리스와 램의 비행 시간과 거의 같았지만, 착륙은 하지 않았고 단독 비행도 하지 않았다. 11월 5일, 험프리스와 램은 착륙 중 S.C. No. 1을 전복시켜 방향타를 손상시키고 날개를 교체해야 했으며, 당시 라이트 형제는 모두 부재중이었다. 또한 두 장교는 각자의 병과로 소환되었다.

### 텍사스에서의 임무

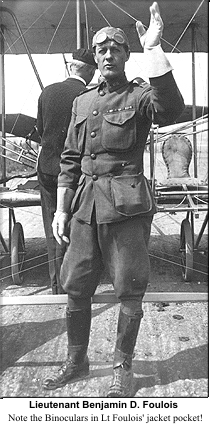
벤저민 푸아 중위, 텍사스, 1911년

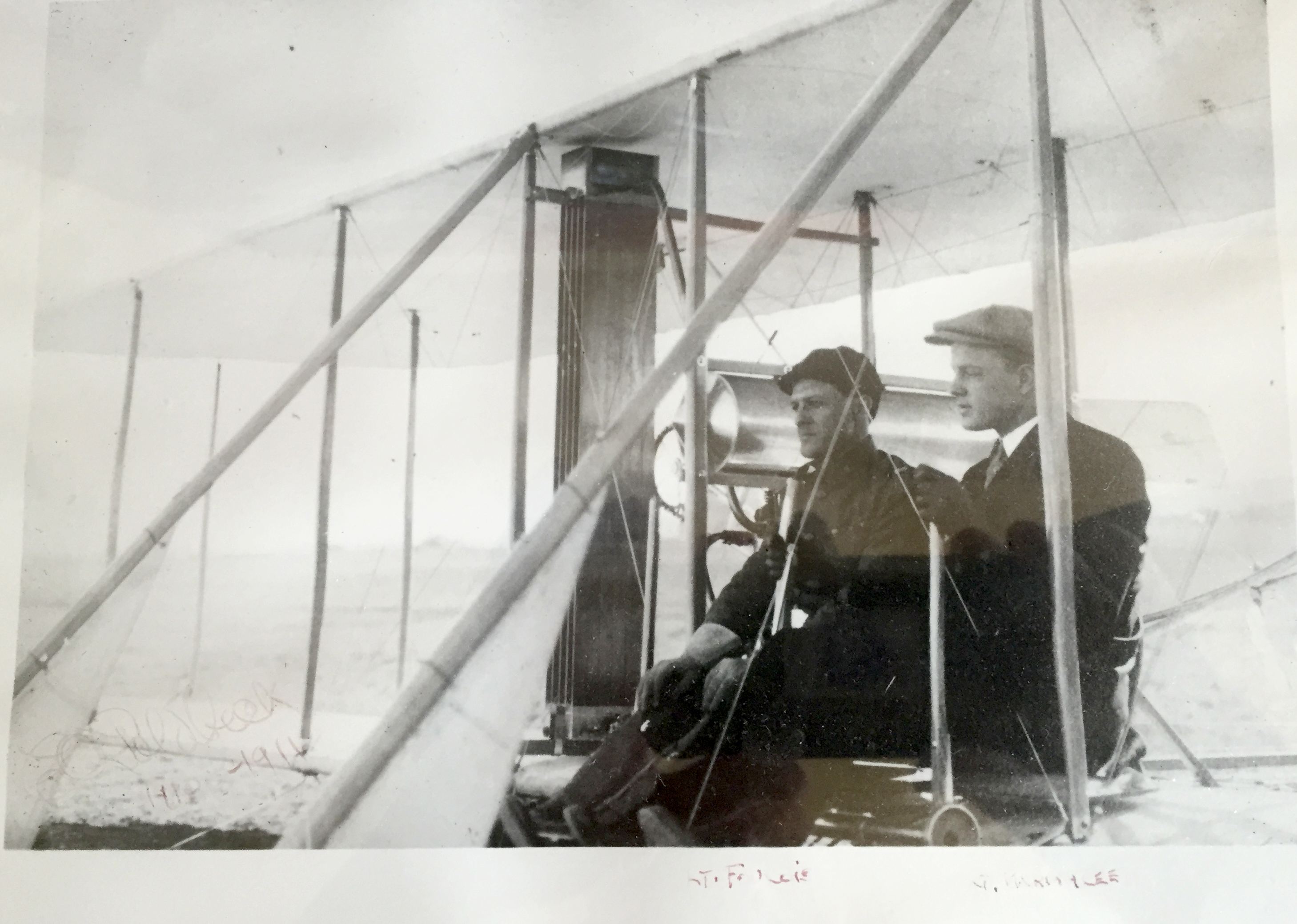
벤저민 푸아 중위와 그의 교관 필립 파밀리, 1910년

비행기 수리를 기다리는 동안, 통신대는 겨울 동안 비행에 더 유리한 기후를 가진 장소를 찾기로 결정했다. 푸아는 텍사스주 샌안토니오의 샘 휴스턴 요새로 보고하라는 지시를 받았고, 그곳에서 CSO 앨런으로부터 "스스로 비행하는 법을 배우라"는 지시를 받았다. 그는 그렇게 했고, 1910년 3월 2일 오전 9시 30분, 아서 맥아더 퍼레이드 필드에서 S.C. No. 1으로 네 번의 비행을 했는데, 여기에는 그의 첫 단독 이륙, 첫 단독 착륙, 그리고 첫 충돌이 포함되었다. 다음 15개월 동안 푸아는 오빌 라이트의 서신 지시에 따라 S.C. No. 1의 승강타를 수정하고, 항공 지도 제작, 사진 촬영, 수색정찰, 그리고 공중에서 무선 사용을 위해 라이트 B 항공기를 사용하는 것을 시연했다. 이륙에 60피트(18m) 발사 레일을 사용하는 요구 사항을 없애기 위해 그는 스키드 대신 바퀴를 설치하는 계획을 세우고 설치했으며, S.C. No. 1에 기병 안장점에서 얻은 4피트(1.2m) 가죽 고리를 사용하여 최초의 안전벨트를 장착했다. 푸아에 따르면: "처음 추락한 후에 두 번째 비행을 했을 때 나는 거의 튕겨나갈 뻔했다. 착륙했고, 포병 장교가 와서 내가 그 빌어먹을 비행기에 나를 고정할 벨트를 원한다고 말했다. 그가 '뭘 원하느냐?'고 묻자 나는 '약 4피트 길이의 끈을 원해요. 좌석에 나를 묶을 수 있는 것으로요.'라고 말했다. 그것이 최초의 안전벨트였다." 반복되는 추락과 수리로 인해 (푸아가 비행기 착륙에 대한 공식적인 훈련을 받지 않아 "지상 공포증"을 겪었기 때문에 많은 추락이 발생했다), S.C. No. 1은 비행 불가능 상태가 되었고, 1911년 2월 육군은 로버트 콜리어로부터 라이트 모델 B를 임대했다. 푸아가 그 기종에 익숙하지 않았기 때문에, 라이트 회사는 필립 O. 파밀리를 보내 교육시켰다.
1911년 초, 미국은 멕시코 혁명군에 대한 무력 시위를 위해 정규군 대부분을 사우스 텍사스에 집결시켜 "기동 사단"을 결성했다. 1911년 3월 3일, 푸아와 파밀리는 라레도와 이글패스 (텍사스주) 사이에서 육군 병력을 찾기 위해 (국경을 넘지 않고) 최초의 공식 군사 정찰 비행을 했고, 지상 훈련이 진행 중이었다. 이틀 후, 횡단 비행에서 돌아오던 중 실수로 엔진을 끄고 재시동하려다가 리오그란데강에 추락했다. 둘 다 다치지 않았고 비행기는 결국 수리되어 콜리어에게 반환되었다.
4월에 푸아는 샌디에고의 커티스 항공 학교 학생 세 명과 합류했는데, 그 중에는 폴 W. 벡 대위와 조지 E. M. 켈리 소위가 포함되어 있었다. 이들은 1911년 4월 5일 기동 사단에 의해 임시 "항공 중대"를 창설했는데, 이는 18명의 조종사를 추가로 훈련시키기 위한 것이었다. 벡은 푸아와 마찬가지로 통신대에서 이중 임관되었고 선임이었기 때문에 중대 지휘를 맡았는데, 이는 푸아가 불쾌하게 여겼던 조치였다. 새로운 조종사들과의 마찰과 상호 경쟁도 있었는데, 이는 그들이 라이트 기계에 대한 경험이 없었고, 대신 커티스 군용 복엽기에서 훈련을 받았기 때문이었다. 1911년 5월 3일, 벡은 엔진이 300피트(91m)에서 고장난 후 커티스 기계를 추락시켰다. 일주일 후, 수리된 같은 비행기를 비행하던 켈리는 자격 비행 몇 분 만에 착륙을 시도하다가 사망했다.
푸아는 벡에게 기체 수리가 부적절했다고 비난하고 그의 지휘 능력에도 의문을 제기했지만, 푸아와 벡이 모두 위원이었던 조사위원회는 켈리의 사망이 너무 빠른 속도로 착륙하여 방향 전환을 시도할 때 날개 끝이 지면에 부딪혀 발생했다고 판결했다. 어쨌든 육군은 샘 휴스턴 요새의 모든 항공 훈련을 중단하고 조종사와 비행기를 칼리지파크 (메릴랜드주)로 보냈고, 그곳에서 첫 항공 학교가 시작될 예정이었다. 벡은 6월에 커티스 기계의 교관으로 그곳으로 명령받았지만, 푸아는 7월 11일 워싱턴 D.C.의 민병대 국으로 재배치될 때까지 기동 사단에 복무했다.

### 항공 임무 복귀
푸아는 조직 민병대의 통신대 및 공병대 부대 담당 장교로 임명되었다. 1912년 4월 29일, 그의 통신대 임관이 해제되고 명목상 보병으로 복귀했지만, 민병대 국에 남아 칼리지파크 (메릴랜드주)의 항공 학교에서 주기적으로 비행을 계속할 수 있었다. 1911년 7월, 육군은 군사 조종사 면허 요구 사항으로 국제 항공 연맹(FAI)의 요건을 채택했으며, FAI는 1912년 6월 26일 그가 요건을 충족하여 FAI 증명서 No. 140을 발급한다고 판결했다. 그동안 육군은 1912년 4월 20일 자체 조종사 자격 기준을 발표했으며, 푸아는 7월 13일 군사 비행사로 평가된 세 번째 육군 조종사가 되었다. 1912년 10월, 푸아는 의회가 명령한 "분리 복무법"으로도 알려진 "만추법"의 요구 사항에 따라 보병 부대 임무로 복귀하여 제7보병 연대와 함께 리븐워스 요새로 배정되었다.
푸아는 1913년 11월 항공 임무로 복귀했으며, 다음 달에는 샌디에고 노스 아일랜드의 통신대 항공 학교로 파견되었고, 그곳에서 제1 항공 비행대대가 통신대 소속 부대로 공식적으로 구성되었다. 1914년 1월, 비행대대 조직이 CSO의 승인을 받았고 푸아는 3대의 버제스 항공기와 26명의 사병으로 구성된 제1중대 지휘관이 되었다. 1914년 후반에 푸아는 비행대대장이 되었다. 항공국은 1912년과 1913년에 치명적인 사고가 잇따라 발생했는데, 대부분 라이트 모델 C 비행기와 관련이 있었고, 안전 문제 조사를 위해 조종사 위원회를 소집하여 권고 사항을 만들었다. 푸아는 타운센드 F. 도드 대위와 월터 R. 탈리아페로, 칼턴 G. 채프먼, 조셉 E. 카베리 중위와 함께 1914년 2월 16일 라이트 C뿐만 아니라 모든 푸셔 항공기를 불안전하다고 비난했으며, 육군 재고에 남아있는 항공기는 즉시 지상에 계류하도록 명령받았다. 다음 달, 위원회는 트랙터형 훈련 항공기 사양을 작성했다.
1915년 11월 19일, 푸아는 텍사스 샌안토니오의 샘 휴스턴 요새로 6대의 커티스 JN3로 구성된 제1 항공 비행대대 횡단 비행을 이끌었는데, 이는 항공과의 첫 영구 기지인 샌안토니오 항공 센터의 부지로 의도되었다. 1916년, 판초 비야는 뉴멕시코주로 넘어와 17명의 미국인을 살해했다. 이에 대응하여 존 J. 퍼싱 준장은 멕시코로 비야를 추격하도록 지시받았고, 푸아는 정찰과 통신을 제공하기 위해 8대의 비행기를 가져가라는 명령을 받았다. 1916년 3월 15일, 푸아와 제1 항공 비행대대는 임무를 위해 컬럼버스 (뉴멕시코주)에 도착했다. 3월 16일, 푸아는 외국 영토 (멕시코 상공을 비행하며 비야를 찾기) 위로 최초의 미국 군사 정찰 비행을 도드와 함께 관측자로 비행했다. 8주 이내에 6대의 항공기가 파괴되었는데, 이는 고고도, 혹독한 날씨, 건조한 대기와 항공기가 경쟁할 수 없었기 때문이었다.

## 제1차 세계 대전

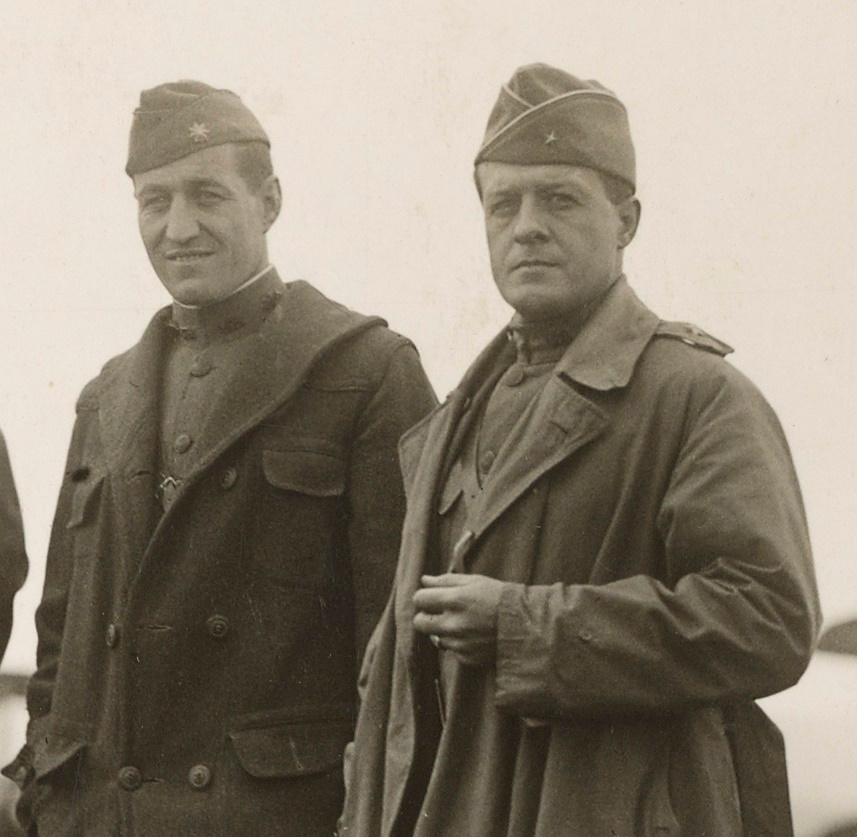
1918년 프랑스에서 랠프 로이스 소령(왼쪽)과 벤저민 푸아 준장.

윌리엄 "빌리" 미첼 준장과 푸아는 수년 동안 격렬하게 대립했다. 둘 다 야심차고 강한 의지를 가진 독립적인 사상가였지만, 미첼은 부유한 가정 출신이었고 미국 상원 의원의 아들이었다. 푸아는 중산층 가정 출신이었고, 기꺼이 소매를 걷어붙이고 정비공들과 함께 일하는 모습으로 동료들에게 깊은 인상을 주었다. 더욱이 미첼은 프랑스에서 서로 복무하기 전까지 푸아보다 선임이었고, 전쟁 후에도 다시 선임이 될 것이었다. 둘 다 독립적인 공군 발전에 중요한 역할을 했지만, 미첼은 여론을 움직이는 방식으로 일한 반면, 푸아는 의회에 직접 증언하는 것을 선호했고, 종종 군 당국에 대한 논란이 많은 구두 공격을 가했다.
1917년 3월부터 9월까지, 푸아 장군은 미국 내 모든 미국 항공 자재 및 인력의 생산, 유지보수, 조직 및 운영에 대한 책임을 맡았다. 3월에 그는 CSO였던 조지 스콰이어 소장과 미국 국가항공자문위원회와 협력하여 16개의 항공 비행대대, 16개의 비행선 회사, 9개의 항공 학교를 지원하기 위한 5천 4백만 달러의 예산 계획을 세웠다. 프랑스 정부는 미국에 1918년 봄까지 4,500명의 훈련된 조종사를 제공할 것을 요청했으며, 이는 4,900대의 훈련기와 12,000대의 전투기가 필요할 것이다. 1917년 7월 24일에 서명된 예산은 6억 4천만 달러였는데, 이는 의회 역사상 단일 목적을 위한 가장 큰 예산이었다. 같은 날, 푸아는 소령에서 임시 준장으로 승진하여 이 책임을 감독할 수 있게 되었다.

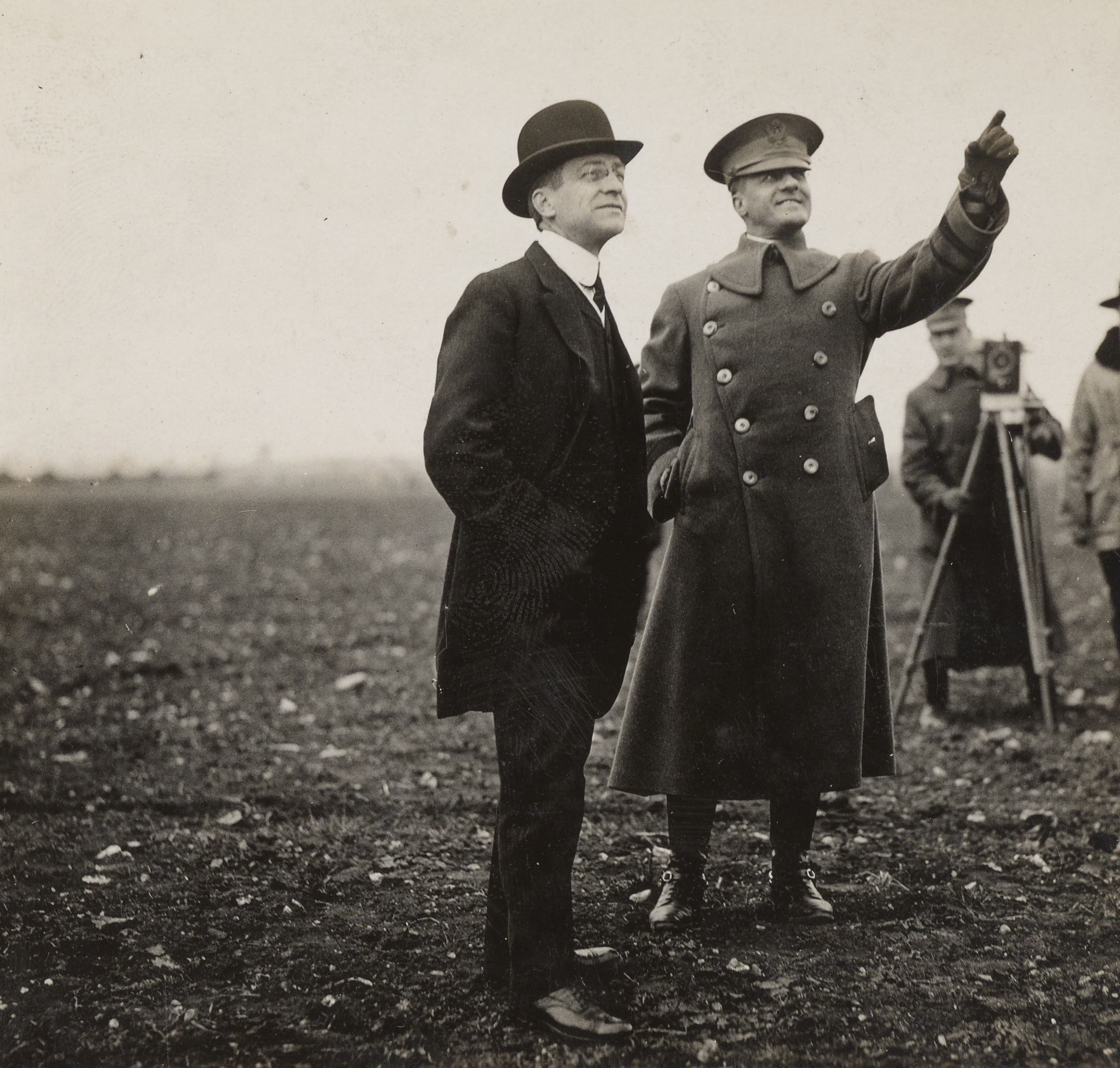
1918년 2월 이수두 비행장에서 뉴턴 D. 베이커 육군 장관과 벤저민 푸아.

1917년 10월, 그는 프랑스로 전근되었고, 프랑스, 영국 제도, 이탈리아에서 동일한 책임을 맡았다. 1917년 11월, 그는 미국 원정군 항공근무대의 대장이 되었고, 프랑스 합동 육해군 항공 위원회 위원으로서 추가 임무를 맡았으며, 최고 전쟁 위원회의 연합군 항공 전문가 위원회에서 미국 원정군 총사령관의 대표를 맡았고, 육군 항공 학교의 사령관을 맡았다. 112명의 장교와 300명의 사병으로 구성된 푸아의 참모진에 대한 불만은 대부분 경험이 없고 최근에 임관한 비비행 장교들이었는데, 이는 항공 근무대 전투 지역을 지휘하던 윌리엄 미첼 준장의 강력한 비판으로 이어졌다. 그의 회고록에서 미첼은 다음과 같이 썼다.

"일이 순조롭게 진행되기 시작했을 때, 벤저민 푸아 준장 휘하의 항공 장교들이 100명 이상 도착했는데, 그들 중 거의 아무도 비행기를 본 적이 없었다. … 가능한 한 빨리 적 앞에서 임무를 배운 유능한 사람들은 자리를 잃었고, 그들의 자리는 이 카펫백거들에 의해 차지되었다."

푸아는 다음과 같이 답했다.

"...이 발췌문은 미첼이 사실을 무시했다는 증거이며" "미첼은 나와 내 참모진에 대해 의견을 가질 권리가 있었지만, 우리에 대한 그의 태도는 우리의 일을 두 배로 어렵게 만들었다. 내가 그를 해임했을 때 이미 불복종의 씨앗이 뿌려져 있었고, 그의 회고록은 항공 문제에 대한 전문가로서 그가 자신에 대해 얼마나 왜곡된 의견을 가지고 있었는지를 증명한다."

전술 비행대대의 창설 및 배치는 푸아가 퍼싱에게 약속했던 일정보다 훨씬 뒤처졌고, 항공근무대의 보급 상황은 개선되지 않았다. 푸아의 비비행 참모진과 교육 학교 및 전투 비행대대를 지휘하는 비행사들 간의 마찰은 극심한 비효율성으로 이어졌다. 1918년 4월, 푸아는 자신의 참모진에게 협력적인 정신을 강요하려고 시도했지만 실패했다. 5월, 그는 항공근무대장 직위에서 해임을 요청하고 퍼싱 장군에게 미첼을 교체해야 한다고 권고했다. 퍼싱은 푸아를 대신하여 메이슨 M. 패트릭 소장을 임명했고, 푸아는 패트릭의 보좌관이 되었다. 푸아는 제1군 항공근무대장으로 임명되었고, 미첼은 여전히 그의 부하인 제1군단 항공근무대장이 되었다. 뒤이은 지휘권 변경과 두 남자 사이의 끊임없는 적대감은 계속되었다. 푸아는 회고록에서 미첼이 노골적으로 불복종하고, 상관에게 불충하며, 명령을 내릴 때 군사 지휘 체계를 끊임없이 벗어났지만, 미첼은 또한 항공 전투를 감독하고 높은 전투 정신을 창출하는 능력과 경험을 가지고 있었으며, 이는 샤토티에리 전투에서 입증되었다고 주장했다.
3개월 후, 툴에서 공격 부대와 보충 부대 간의 주요 협조 부족이 발생하자, 푸아는 다시 자신의 직위에서 해임을 요청했고, 이번에는 항공 근무대 병참을 다시 담당하여 가을의 주요 공세 전에 얽히고설킨 통신망을 정리하기 위함이었다. 그는 또한 미첼이 제1군 항공 근무대장으로 자신을 대체할 것을 권고했다. 푸아는 잠시 전진 구역 항공 근무대 보조 대장이 되었지만, 이 직책은 보급 서비스가 투르의 본부 외에 전방에 전진 본부를 만들면서 폐지되었고, 푸아는 보급 서비스 항공 근무대 보조 대장이 되었다.

## 항공단장으로 승진
1918년 11월 11일 휴전 후, 푸아는 패트릭과 함께 최고 전쟁 위원회에서 복무하며 패트릭과 에드거 S. 고렐 대령이 베르사유 조약의 항공 조항을 초안하는 것을 도왔다. 1919년 7월 미국으로 돌아온 후, 푸아는 워싱턴 D.C.의 항공 근무대 국장실에 배치되어 항공 근무대 청산 부서를 담당했으며, 미국에 대한 전쟁 청구 해결을 책임졌다. 그가 장군으로 승진한 것과 마찬가지로, 그는 수천 명의 다른 장교들과 함께 보병 대위라는 영구 계급으로 강등되었다. 1920년 7월 1일 육군 재편성법이 발효되면서 그는 소령으로 승진했고, 이 법에 의해 항공 근무대로 전입하여 8월 11일 전투병과가 되었다.
1919년 8월, 푸아는 전시 항공에 대한 프리어 소위원회 청문회에 출석했고, 10월에는 크로웰 위원회 보고서(독립 공군을 옹호하는)를 심의하는 상원 군사 문제 소위원회에 출석했다. 그는 육군 참모 본부와 프랭클린 D. 루스벨트 해군 차관에 대해 날카로운 비난을 증언했다.
워싱턴을 시끄럽게 만든 후, 푸아는 유럽에 항공 전문 지식을 가진 군사 무관이 필요하다는 소식을 들었다. 그는 1920년 4월에 헤이그로 항공 부무관으로 파견되었고, 베를린에서 참관 임무를 수행했다. 동시에 그의 아내는 그에게 이혼을 요청했고, 1921년에 이혼이 선고되었다. (엘라 푸아는 나중에 해리 고어 비숍 장군의 아내가 되었다.) 미국이 아직 베르사유 조약을 비준하지 않았기 때문에, 연합국은 푸아와 어떤 정보도 공유하지 않았고, 기술적으로 미국은 여전히 독일과 전쟁 중이었다. 푸아는 베를린의 아들론 호텔 바에 많은 항공 전문가들이 자주 드나드는 것을 발견했다. 음식과 연합군 위스키를 공유함으로써 푸아는 에른스트 우데트와 헤르만 괴링을 포함한 독일 조종사들로부터 많은 항공 정보를 얻을 수 있었다. 이 정보원들의 신뢰를 얻은 후, 푸아는 독일의 두 최고 항공 조직인 독일 항공 과학 학회와 독일 항공 클럽에 가입하도록 초대받았다. 베를린에 있는 동안, 그는 미국 대사관에서 번역가로 일하던 필라델피아 출신의 엘리자베스 셰퍼드 그랜트를 만났고, 1924년 미국으로 돌아오기 2주 전에 그녀와 결혼했다.
푸아는 귀중한 문서, 도면, 기술 자료, 잡지, 서적, 청사진 및 보고서로 가득 찬 화물열차 한 량 분량의 자료를 수집했다. 180명 이상의 사람들과 대화함으로써 그는 독일 항공 지식의 귀중한 컬렉션을 갖게 되었다. 그러나 그는 다음과 같이 썼다. "나는 그것이 미국에서 잘 활용되기를 바랄 뿐이었다. 영원히 후회스럽게도, 그렇지 않았다. 항공 정보 수집 시스템의 부족, 항공에 대한 군사 정보 장교들의 경험 부족, 그리고 독일 천재들의 성과의 잠재적 가치에 대한 인식 부족으로 인해 내가 보낸 자료의 대부분은 개봉되지 않은 채 창고에 쌓여 있다가 나중에 쓰레기 더미로 보내졌다."
수년 후, 푸아는 비행 부대를 지휘하려는 염원을 달성했고, 1925년에 뉴욕 롱아일랜드의 미첼 비행장 사령관으로 임명되었다. 같은 해, 빌리 미첼은 군사 재판에서 유죄 판결을 받아 1926년 2월에 사임했다.

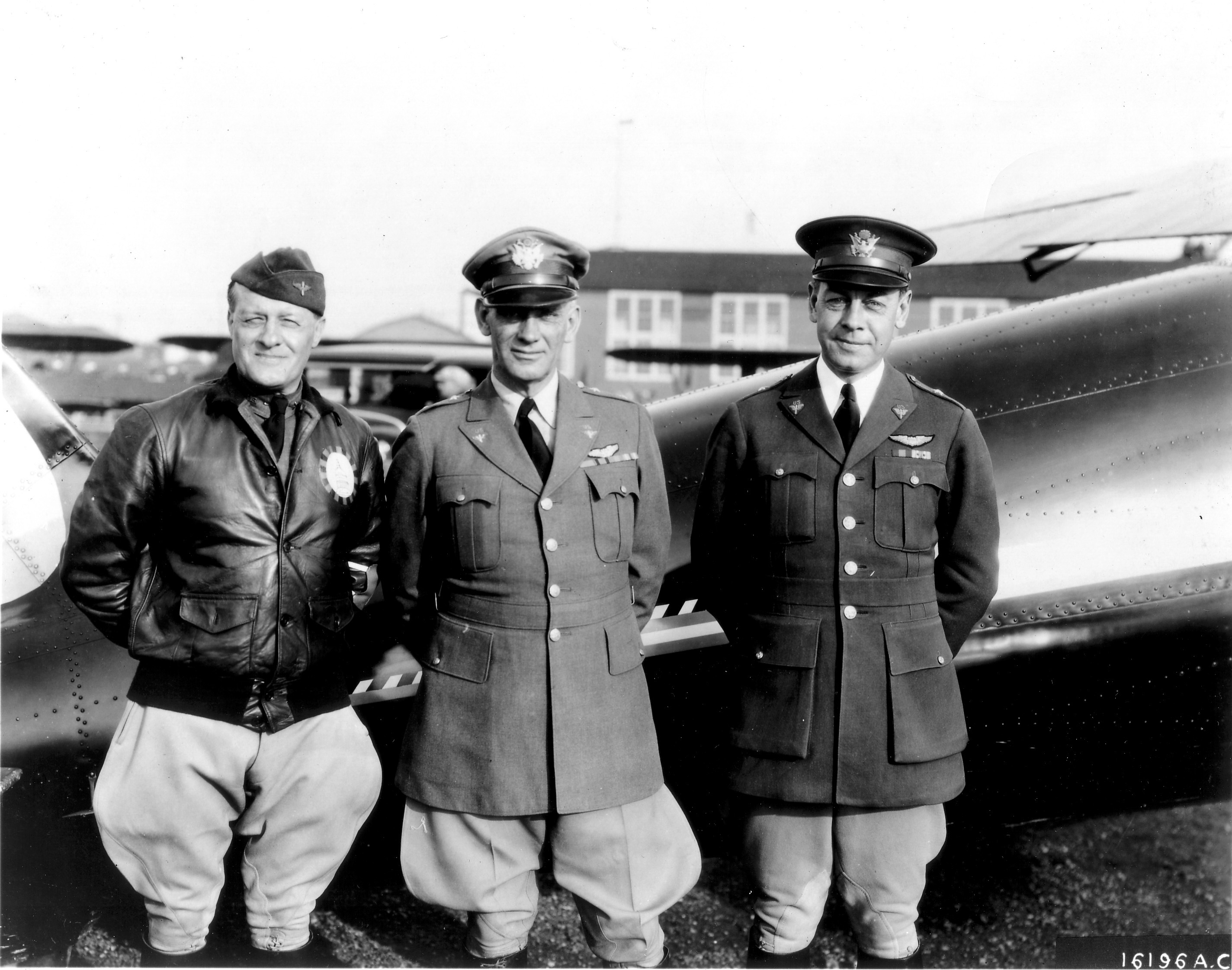
벤저민 D. 푸아 준장(왼쪽), 제임스 E. 페체트 소장, H. 콩거 프랫 준장

1927년 12월, 제임스 E. 페체트가 항공단장으로 승진하자, 푸아는 4년간 항공단의 세 명의 보조 단장 중 한 명으로 복무하기 시작했으며, 이는 준장이라는 임시 계급을 동반했다. 여기에는 1929년 6월부터 1930년 7월까지 1년간 데이턴 (오하이오주) 라이트 비행장의 물자 사단장을 역임했다. 1931년 5월, 그는 항공단 훈련을 지휘하며 672대의 비행기로 구성된 편대를 이끌고, 해안 방어 비행, 전투 경쟁, 대규모 공격을 수행했다. 이 훈련의 지휘는 푸아에게 1931년 가장 공로가 큰 군사 비행으로 맥키 트로피를 안겨주었다.
1931년 12월 19일, 페쳇의 은퇴 후, 그는 허버트 후버 대통령에 의해 항공단장으로 임명되었고, 이는 소장 계급을 동반했다. 푸아는 이미 75차례 의회에 출석하여 군사 문제에 대해 증언했다. 다음 4년 동안 그는 경제적 어려움으로 인해 심각한 예산 삭감이 강요되던 시기에 항공단의 미래에 대해 의회와 끊임없이 소통했다. 이는 처음에는 항공 지지자들로부터 확고한 지지 기반을 얻었지만, 결국 양날의 검으로 판명되었다. 1934년~1935년에 그들의 지지를 잃으면서, 항공단장으로서의 그의 위치는 유지될 수 없게 되었다.
해안 방어는 전통적으로 육군의 주요 기능이었으며, 경계선은 해안 포병의 사거리였다. 항공기의 사거리는 문제를 혼란스럽게 만들고, 임무를 두고 항공 근무대와 해군 항공대 간의 경쟁을 불러일으켰고, 따라서 각 서비스의 추가 발전을 위한 경쟁이 되었다. 1931년 1월 해군 작전 참모총장과 더글러스 맥아더 장군 간에 타협이 이루어져, 육상 기반 항공 근무대에게 임무가 주어졌고, 해군은 함대를 방어해야 했다. 그 후, 느린 보잉 P-12 추격기보다 장거리 마틴 B-10 폭격기의 명백한 무적성은 푸아와 항공단 지도부가 1933년에 장거리 폭격기 개발을 시작하도록 이끌었다. 이러한 선견지명이 없었다면, 궁극적으로 공군이 육군에서 분리되는 데 필수적인 B-17과 B-24의 개발은 이루어지지 않았을 것이다.
푸아는 1934년 에어메일 스캔들 당시 항공단장으로 복무했다. 루스벨트 대통령의 압력으로, 푸아는 육군 참모총장 더글러스 맥아더와 상의 없이 우편물 배달을 군에 맡겼는데, 이는 항공단이 겨울 조건에서 비행하기에 장비가 미비하고 훈련되지 않았다는 것을 알면서도 한 일이었다. 당시 상업 항공사들은 미국 우편물 운송을 통해 안정적인 수입을 얻고 있었다. 이 계약에서 정부를 사기하려는 음모가 있었다는 주장이 제기되어, 1934년 2월 19일부터 1934년 5월 17일까지 모든 항공 우편 배달이 항공단에 할당되었다. 훈련, 장비, 자금, 경험이 부족한 항공단 조종사들이 비행한 1,500,000 마일 (2,400,000 km)는 수많은 치명적인 추락으로 이어졌다. 푸아는 상업 항공사 소유주, 의회, 군대 간의 정치적 싸움에서 중간자가 되었다. 푸아는 나중에 그 "실패작"이 최초 비행이나 최초 공중 전투 임무만큼이나 역사적으로 중요하다고 썼다. 그는 그것의 지속적인 영향이 평시 항공단의 필요성을 식별하고, 1935년 3월에 시행된 GHQ 공군에 대한 베이커 위원회의 권고를 돕는 데 기여했다고 주장했다.

## 은퇴
1934년 로저스 소위원회는 부적절한 계약 및 조달 상 수사에 착수하여 푸아에게 계약 체결 시 법 위반, 육군 항공단 우편 운영 관리 부실, 그리고 의회에 오해의 소지가 있는 진술을 한 혐의로 기소했다. 윌리엄 N. 로저스 위원장은 푸아의 사임을 요구하고 항공단 예산을 보류하겠다고 위협했다. 비록 그는 조지 던 육군 장관의 지지를 받으며 언론을 통해 대중에게 자신의 주장을 펼쳤지만, 푸아는 "군의 이익을 위해" 은퇴하기로 결정했으며, 이는 독일 공군의 부활에 맞서 공군을 건설하는 중요한 임무에 초점을 맞출 수 있도록 한 것이라고 주장했다. 그의 은퇴 날짜는 항공단장으로서의 4년 임기가 끝나는 날과 일치했으며, 기존 법률에 따라 그는 소장이라는 임시 계급으로 은퇴할 수 있었다. 푸아는 36년간의 복무 후 1935년 12월 31일 공식적으로 현역에서 물러났다. 그의 놀라운 경력에도 불구하고, 그는 참모 본부의 송별회도, 퍼레이드도, 항공기 비행도 없이 떠났다.
그는 독일 공군의 증강과 강력한 공군 건설의 필요성, 그리고 동해안을 보호하기 위한 방어 조치의 필요성을 정확하게 경고했다. 제2차 세계 대전 이전에 그는 뉴저지주의 민방위 프로그램을 운영했다. 1941년, 푸아는 공화당 소속으로 New Jersey's 2nd congressional district에 출마하여 4선 민주당 현직 엘머 H. 웬에게 패했다. 제2차 세계 대전이 발발하자 그는 전투 직책을 제안받았다면 현역으로 복귀했을 것이다. 육군부가 그에게 참모직만을 제안하자, 그는 거절하고 뉴저지 민방위에 에너지를 쏟기로 했다. 그는 벤트너 시티 (뉴저지주)의 자택에서 17년 동안 글을 쓰고 연설을 계속했다.
그의 아내 엘리자베스가 병이 깊어 푸아는 그녀의 치료비를 감당하기 어려웠다. 칼 스파츠와 아아 에이커 장군이 토머스 D. 화이트 공군 참모총장에게 개입하여 푸아가 앤드루스 공군기지에 거주할 수 있도록 허락했다. 그 대가로 그는 공군 문제 홍보를 위해 고위 대변인으로서 전 세계를 순회하게 되었다. 따라서 80대에도 그는 500,000 마일 (800,000 km)를 비행하며 국내외 미 공군 장병들에게 국가 안보의 중요성을 강조했다.
1963년 푸아는 TV 퀴즈 쇼 난 비밀이 있어에 출연하여 자신의 비밀이 한때 미국 공군 전체였다는 것이었다.
푸아 장군은 1967년 4월 25일 87세의 나이로 뇌졸중으로 사망했으며, 고향인 워싱턴 (코네티컷주)에 묻혔다.
푸아는 캐럴 V. 글라인스와 18개월 동안 자신의 삶에 대한 전기를 작업했지만, 홍보 투어가 시작되기도 전에 사망했다. 《라이트 형제부터 우주 비행사까지》라는 제목의 이 책은 1968년에 출판되었다. 이 전기는 도서관 판매용으로 1980년에 재출판되었는데, 단 400부만 제작되었다. 《푸아: 1인 공군》이라는 제목의 새로운 판본은 2010년에 나왔다.
최초의 군용 조종사 중 가장 오래 살아남은 한 명으로서, 푸아는 아폴로 계획의 시작을 보았다. 이는 그의 수많은 경력 "최초" 이정표의 직접적인 유산이다. 그는 미국 항공력 발전의 가장 중요한 인물 중 한 명으로 남아 있다.

## 푸아의 발음
이름을 어떻게 발음해야 하는지 묻자, 그는 《리터러리 다이제스트》에 "to cloy와 운을 이룬다: 푸-로이'."라고 말했다. (찰스 얼 펑크, 《이름이 뭐예요?》, 펑크 & 와그널스, 1936년) 푸아 가문의 프랑스어 발음은 "풀-와"이다.

## 유산
- 푸아 장군은 1963년 국립 항공 명예의 전당에 헌액되었다.
- 푸아 장군은 군사 정보 명예의 전당 회원이다.
- 푸아 하우스는 텍사스 샘 휴스턴 요새에 있는 숙박 시설로, 그의 이름을 따서 명명되었다.
- 메릴랜드 주 모닝사이드 (메릴랜드주)에 있는 벤저민 D. 푸아 창의 및 공연 예술 아카데미는 그의 이름을 따서 명명되었다.
- 푸아 장군은 1965년에 미국 공로 아카데미의 골든 플레이트 상을 받았다.[39]

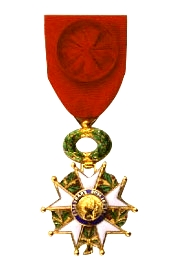
레지옹 도뇌르 훈장 메달

|  |  |  |
|  |  |  |

| 고급 조종사 휘장 |                       |                                |
| 육군 수훈 훈장   | 멕시코 국경 근무 훈장 | 제1차 세계 대전 전승 기념 메달 |

- 레지옹 도뇌르 훈장 메달

## 같이 보기
- 초기 항공인

## 내용주
내용주
1. ↑  벡은 계급과 다른 모든 서비스 측면(임관 기간, 보병 선임, 통신대 선임)에서 푸아보다 선임이었지만, 항공 경험에서는 아니었다.
2. ↑  퍼싱은 항공근무대 AEF에 질서를 가져오기 위해 패트릭을 임명했는데, 푸아 휘하에서는 "얽히고설킨 혼란"으로 묘사되었다.
3. ↑  푸아는 항공 근무대장 찰스 메노허 소장과 함께 프리어 청문회에 출석했다. 메노허는 독립 공군에 대한 비행사들의 열정은 개인적인 승진에 대한 열망에서 비롯된 것이라고 증언했다. 푸아는 이에 대해 논평하라는 요청을 받았고, 육군 참모 본부에 항공에 대해 건설적인 일을 한 장교 한 명이라도 제시하라고 신랄하게 비난했다.

인용
1. ↑  Fogerty, Robert P. (1953). “Biographical Data on Air Force General Officers, 1917-1952, Volume 1 – A thru L” (PDF). 공군 역사 연구 기관. 604–608쪽. USAF historical studies: no. 91. 2021년 8월 31일에 원본 문서 (PDF)에서 보존된 문서. 2021년 11월 9일에 확인함.
2. ↑  Davis, Henry Blaine Jr. (1998). 《Generals in Khaki》. 펜틀랜드 프레스. 134쪽. ISBN 1571970886. OCLC 40298151.
3. ↑  Foulois, Benjamin D.; Glines, C. V. (1968). 《From the Wright Brothers to the Astronauts: The Memoirs of Benjamin D. Foulois》. 뉴욕: 맥그로힐. 12쪽. ISBN 0-405-12211-X.
4. ↑  Foulois, p. 25.
5. ↑  Foulois, p. 37.
6. ↑  Foulois, p. 44.
7. ↑  Foulois, p. 50.
8. ↑  Foulois, p. 56.
9. ↑  Foulois, p. 59.
10. ↑  Foulois, p. 65.
11. ↑  Foulois, p. 70.
12. ↑  Cragg, Sgt. Maj. USA (Ret.), Dan (1983). 《The Guide to Military Installations》. 해리스버그: 스택폴 북스. 27쪽. ISBN 978-0-8117-2169-1.
13. ↑  Foulois, p. 74.
14. ↑  《난 비밀이 있어》. General Benjamin D. Foulois' appearance with the secret: 'I was once the entire United States air force' (in 1909). 1963년 7월 1일.  11 분. CBS (미국의 방송사). 2019년 2월 26일 버즈르 재방송.
15. ↑  Correll, John T. (2007). 《The First of the Force》 (PDF). 《에어 포스 매거진》 90. 2012년 3월 3일에 원본 문서 (PDF)에서 보존된 문서. 2012년 5월 31일에 확인함.
16. ↑  Hennessy, Dr. Juliette A. (1958). The United States Army Air Arm, April 1861 to April 1917 (USAF Historical Study No. 98), Maxwell Air Force Base: Air Force Historical Research Agency, ISBN 0-912799-34-X OCLC 12553968, p. 47
17. ↑  “바서 미셀라니 위클리 1916년 2월 18일 — 바서 신문 및 잡지 아카이브”.
18. ↑  Foulois, p. 129.
19. ↑  Foulois, p. 141.
20. ↑  Foulois, p. 146.
21. ↑  Foulois, p. 157.
22. ↑  Foulois, p. 160.
23. ↑  Mitchell, William (1960). 《제1차 세계 대전 회고록: 우리의 위대한 전쟁의 시작부터 끝까지》. 뉴욕: 랜덤하우스.
24. ↑  Foulois, p. 161.
25. ↑  Tate, Dr. James P. (1998). The Army and its Air Corps: Army Policy Toward Aviation 1919-1941, Air University Press, p. 19.
26. ↑  Foulois, p. 171.
27. ↑  Foulois, p. 175.
28. ↑  Foulois, p. 176.
29. ↑  Foulois, p. 185.
30. ↑  Foulois, p. 188.
31. ↑  Foulois, p. 191.
32. ↑  Foulois, p. 194.
33. ↑  Foulois, p. 214.
34. ↑  Foulois, p. 229.
35. ↑  Foulois, p. 260.
36. ↑  Foulois, p. 261.
37. ↑  Foulois, p. 265.
38. ↑  Staff. "푸아, 의회 의석 노린다", 뉴욕 타임스, 1942년 8월 5일. 2012년 9월 9일 접속. "벤저민 D. 푸아 오브 벤트너, 은퇴한 육군 항공단장 겸 뉴저지 남부 민방위 코디네이터가 오늘 밤 공화당 지도자들에 의해 뉴저지 제2연방 하원 선거구에 출마할 것으로 지명되었다."
39. ↑  “미국 공로 아카데미 골든 플레이트 수상자”. 《www.achievement.org》. 미국 공로 아카데미.

## 추가 자료
- Borden, Norman E. Jr. (1968). Air Mail Emergency. 1934: An Account of Seventy-Eight Tense Days in the Winter of 1934 When the Army Flew the United States Mail. Freeport, ME, Bond Wheelwright. OCLC 3352697
- Cagle, Eldon Jr. (1985). Quadrangle: The History of Fort Sam Houston. Austin, TX, Eakin Press. ISBN 0890154635
- Cornelisse, Diana Good. (1992). The Foulois House: Its Place in the History of the Miami Valley and American Aviation. Dayton, OH, History Office, Aeronautical Systems Division, Wright-Patterson Air Force Base. OCLC 25648580
- Foulois, Benjamin D., Glines, C. V. (1968) From the Wright Brothers to the Astronauts: The Memoirs of Benjamin D. Foulois. New York, 맥그로힐. ISBN 0-405-12211-X.
- Frisbee, John L. (Ed.) (1987). Makers of the United States Air Force. Washington, Office of Air Force History.
- Jacobs, James W. (1984). National Aviation Hall of Fame (U.S.). Enshrinee Album: The First Twenty-One Years. Dayton, OH, 국립 항공 명예의 전당.
- Shiner, John F. (1975). The Army Air Arm in Transition: General Benjamin D. Foulois and the Air Corps. 1931–1935. Ann Arbor, Ml, University Microfilms.
- Shiner, John F. (1984). Foulois and the U.S. Army Air Corps, 1931–1935. Washington, D.C.: Office of Air Force History.